# Guillaume de Sabran (évêque)
Pour l’article homonyme, voir Guillaume de Sabran.
Guillaume de Sabran , mort en 1325, est un prélat français, évêque de Digne au XIVe siècle.

## Biographie
Il est fils d'Elzéar, seigneur d'Uzès, et de Cécile d'Agoult, et est le frère d'Hermengaud, grand-justicier à Naples et père de saint Elzéar. Il a pour sœur Burgole, mère d'Elzéar de Villeneuve, futur évêque de Digne. Renaud de Porcellet, un autre évêque de Digne, est aussi un de ses neveux.
Guillaume de Sabran est abbé de l'abbaye Saint-Victor de Marseille et est nommé évêque de Digne en 1323 ou 1324.

## Source
- La France pontificale (Gallia Christiana), Paris, s.d.